# Jan Goessens
Jan Goessens est un ancien coureur cycliste belge, né le 20 octobre 1962 à Gand.
Il deviendra professionnel en 1986 et le restera jusqu'en 1993. Il remportera 3 victoires.

## Équipes successives
Jan Goessens fut engagé par différentes équipes :
- 1986 à 1988 : Lotto - Eddy Merckx (Belgique)
- 1989 : Domex - Weinmann (Belgique)
- 1990 : Weinmann (Belgique)
- 1991 : Weinmann - Eddy Merckx (Suisse)
- 1992 : GB - MG Maglificio (Italie)
- 1993 : Collstrop - Assur Carpets (Belgique)

## Palmarès
- 1985
  - 2e de la Kattekoers
- 1987
  - Prix de Malderen
  - Prix de Mere
  - 3e du Circuit Het Volk
- 1988
  - Grand Prix d'Isbergues
  - 2e de Paris-Tours
  - 2e de Binche-Tournai-Binche
  - 2e du Circuit du Brabant occidental
  - 3e du Tour de l'Oise
  - 3e du Grand Prix Betekom
- 1990
  - 4e de l'Amstel Gold Race
- 1991
  - 3e de la Wincanton Classic
- 1993
  - 3e du Grand Prix Beeckman-De Caluwé

### Tour de France
4 participations
- 1987 : 131e
- 1989 : 112e
- 1990 : 114e
- 1991 : abandon (13e étape)

### Tour d'Espagne
1 participation
- 1993 : 100e